# Walter Schiller

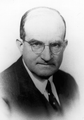
Walter Schiller

Walter Schiller (ur. 3 grudnia 1887 w Wiedniu, zm. 2 maja 1960 w Evanston) – austriacki patomorfolog, wynalazca próby jodowej podczas kolposkopii i odkrywca ciałek Schillera-Duvala.
Urodził się w rodzinie pochodzenia żydowskiego. Doktorat obronił na Uniwersytecie Wiedeńskim w 1912 roku, następnie służył jako oficer medyczny w armii austro-węgierskiej podczas I wojny światowej podczas kampanii w Bośni, Rosji, Turcji i Palestynie.
W latach 1918–1921 pracował jako patomorfolog w II Szpitalu Wojskowym w Wiedniu, następnie w latach 1921–1936 był dyrektorem laboratoriów w II Klinice Ginekologicznej Uniwersytetu w Wiedniu, gdzie prowadził badania nad rakiem szyjki macicy i wynalazł próbę jodową. Swoje wnioski opublikował po niemiecku w 1927 roku, a po angielskim w 1933.
W 1937 r. z powodu zagrożenia nazizmem wyemigrował z żoną i dwiema córkami do Stanów Zjednoczonych, początkowo pracując w Jewish Memorial Hospital w Nowym Jorku. Kolejnym etapem w jego karierze było objęcie w 1938 roku stanowiska kierownika Zakładu Patologii Cook County Hospital w Chicago, gdzie rozpoczął badania nad nowotworami jajnika, opisując m.in. raka pęcherzyka zółtkowego oraz ciałka Schillera-Duvala.